# Левашов, Михаил Алексеевич
Михаи́л Алексе́евич Левашо́в (род. 4 октября 1991, Богородицк, Тульская область) — российский футболист, вратарь тульского «Арсенала», на правах аренды выступающий за саратовский «Сокол».

## Биография
До 13 лет играл в первенстве Тульской области среди юношей, затем перешёл в ДЮСШ «Дон» Новомосковск, тренер Геннадий Владимирович Кузнецов. После финала зонального турнира первенства России оказался в команде «Центр-Р» — дубле ФК «Краснодар-2000». Команду тренировал Сергей Владимирович Захаряк. Тренер вратарей в краснодарской школе — Николай Константинович Будчаный. В команде провёл чуть больше сезона, за это время занял второе место в финальном турнире чемпионата России среди юношей 1991 года рождения. В 2008 году был заявлен за новомосковский «Дон», который играл в зоне «Черноземье» первенства России среди ЛФК — 10 игр, 23 пропущенных мяча.
В 2009 году перешёл в дублирующую команду нижегородской «Волги», за два сезона сыграл 33 игры, пропустил 42 гола. В 2010 году был заявлен за главную команду, но на поле не выходил.
В 2011—2012 годах играл за любительский клуб «Шахтёр» Пешелань. В 2012 году перешёл в тульский «Арсенал». Выступал за вторую команду вначале на любительском уровне (2012—2014), с сезона 2014/15 — в первенстве ПФЛ. 17 сентября 2016 года дебютировал в Премьер-лиге в гостевом матче против «Томи» (0:1).

## Личная жизнь
Мать Виктория Михайловна и отец Алексей Валентинович — педагоги, окончили Тульский государственный педагогический университет. Мать работала учителем математики. Отец — вратарь богородицкого «Кристалла», играл в баскетбол, волейбол; чемпион России по спортивному туризму. По состоянию на 2010 год родители работали в городской администрации, мать — руководителем отдела по делам несовершеннолетних, отец — председателем местного комитета по физической культуре, спорту и молодёжной политике. Младшая сестра Татьяна.
Женат с 2013 года, супруга Татьяна — мастер спорта по художественной гимнастике, работает тренером в спортивной школе города Тулы.